# Santiago Moreno
Santiago Moreno (ur. 21 kwietnia 2000 w Cali) – kolumbijski piłkarz występujący na pozycji skrzydłowego, reprezentant Kolumbii, od 2021 roku zawodnik amerykańskiego Portland Timbers.